# Tephritis schelkovnikovi
Tephritis schelkovnikovi är en tvåvingeart som beskrevs av Zaitzev 1945. Tephritis schelkovnikovi ingår i släktet Tephritis och familjen borrflugor.
Artens utbredningsområde är Armenien. Inga underarter finns listade i Catalogue of Life.